# Suzanne Girod
Pour les articles homonymes, voir Girod.
Pour les articles ayant des titres homophones, voir Suzanne Girault et Suzanne Giraud.
Suzanne Poirson, plus connue sous le nom de Madame P. Girod, est une joueuse de tennis française, née le 8 juillet 1871 à Paris, où elle est morte le 20 octobre 1926.
Elle a été gagnante du championnat de France en 1901.

## Biographie
Suzanne Richardine Poirson est la fille de Paul Poirson, courtier en assurance et auteur dramatique, et de Seymourina Cuthbert, nièce du collectionneur Richard Seymour-Conway. Elle est aussi la nièce du peintre Maurice Poirson et l'arrière-petite-fille de l'ingénieur et cartographe Jean-Baptiste Poirson. Elle épouse en 1891 Pierre Girod, issu d'une importante famille d'origine suisse. Ce dernier a été associé-gérant de la banque Neuflize et Cie puis vice-président de la Société des eaux minérales d'Évian. Ils ont une fille, Jacqueline, née en 1892 (épouse Philippe Cruse).

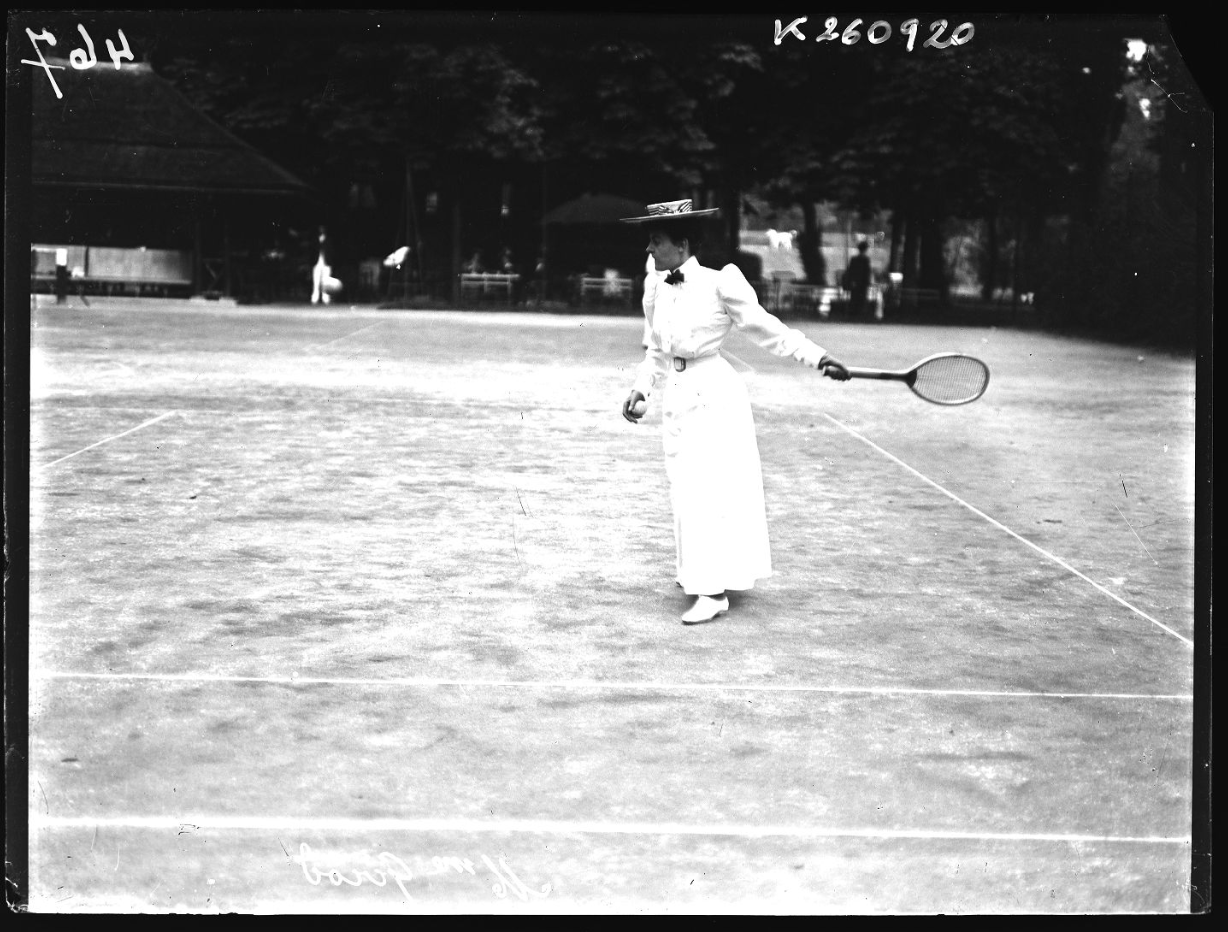
Suzanne Girod en 1905.

Fréquentant les courts de tennis très mondains de la Société des sports de l'île de Puteaux, Madame Girod a l'habitude de jouer avec des gants pour ne pas se hâler les mains. Issue de la haute bourgeoisie parisienne, elle partage sa vie entre son domicile de l'avenue Hoche et la ville d'Évian-les-Bains où elle organise de nombreuses soirées mondaines. Dans cette ville des bords du Léman, elle crée avec sa fille les jardins de l'eau du Pré Curieux, situé sur une propriété appartenant à son beau-père Gustave Girod, le fondateur de la Société des eaux minérales d'Évian.
En 1897, elle fait partie des trois joueuses alignées au premier championnat de France de tennis féminin et perd son unique match contre Adine Masson. Elle participe une nouvelle fois au tournoi en 1901 où elle s'impose contre la seule autre concurrente en lice. L'année suivante, face à quatre autres adversaires, elle est de nouveau finaliste contre Adine Masson.

## Palmarès

### Titre en simple dames
| No | Date       | Nom et lieu du tournoi       | Catégorie | Surface      | Finaliste  | Score    |          |
| -- | ---------- | ---------------------------- | --------- | ------------ | ---------- | -------- | -------- |
| 1  | 23/05/1901 | Championnat de France, Paris |           | Terre (ext.) | Mme Leroux | 6-1, 6-1 | Parcours |

### Finales en simple dames
| No | Date       | Nom et lieu du tournoi       | Catégorie | Surface      | Vainqueure   | Score    |          |
| -- | ---------- | ---------------------------- | --------- | ------------ | ------------ | -------- | -------- |
| 1  | 23/06/1897 | Championnat de France, Paris |           | Terre (ext.) | Adine Masson | 6-3, 6-1 | Parcours |
| 2  | 22/06/1902 | Championnat de France, Paris |           | Terre (ext.) | Adine Masson | 6-0, 6-1 | Parcours |